# Stadio Bahçeşehir Okulları
Lo Stadio Bahçeşehir Okulları è uno stadio multisportivo situato nella città di Alanya, in Turchia. Attualmente è usato come campo calcistico per la squadra di casa, l'Alanyaspor.
I lavori di costruzione dell'impianto iniziarono nel 1995, ma dopo varie interruzioni furono completati solo nel 2011, anno in cui lo stadio fu inaugurato. 